# ڛ
Sīn trois points souscrits ‹ ڛ › est une lettre additionnelle de l’alphabet arabe qui est utilisée dans l’écriture du soqotri et a été utilisée dans l’écriture de l’arabe maghrébin, du biélorusse, du persan ou du polonais.

## Utilisation
Anciennement, en arabe maghrébin, en particulier dans le style d’écriture maghrébine, ‹ ڛ › a représenté une consonne affriquée palato-alvéolaire sourde [tʃ]. Elle était aussi transcrite avec le tche ‹ چ ›.
En persan, dans une copie de 1056 du Livre des remèdes (کتاب الابنیه عن حقائق الادویه, Kitāb al-Abnīyat ʿan ḥaqāʾiq al-adwiya) de Muvaffak, le sīn trois points souscrits ‹ ڛ › est utilisé au lieu du sīn simple ‹ س › pour le différencier le du shīn ‹ ش ›.
Bāyazid Rōshān Ansāri (en) utilise cette lettre en pachto au XVIe siècle.

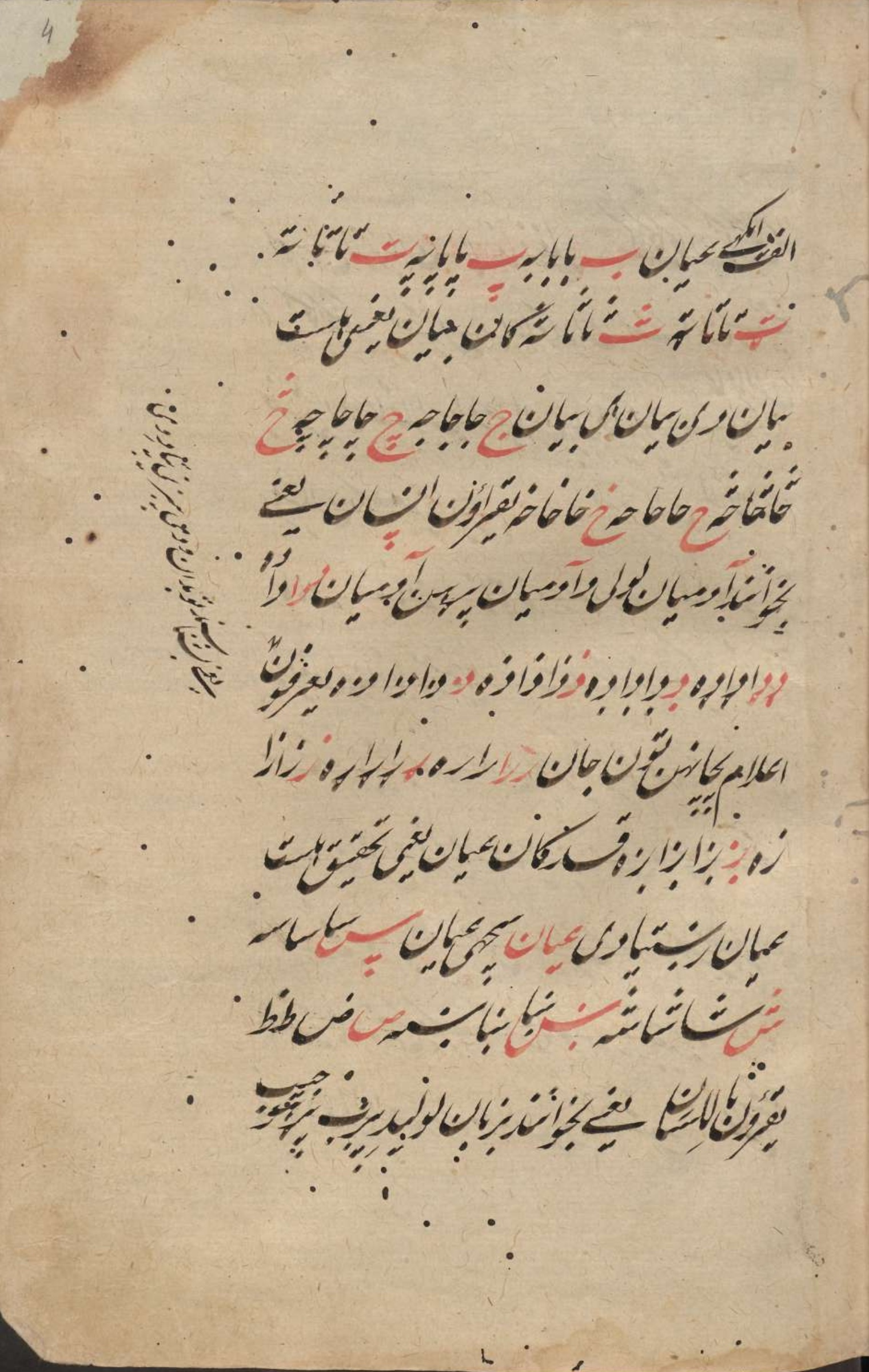
Folio de Ḫair al-Bayān de 1651 introduisant la lettre en pachto.

En biélorusse, du XVIe siècle au XXe siècle, et en polonais au XVIIe siècle, ‹ ڛ › a été utilisé par les Tatars baltiques dans certains manuscripts pour représenter une consonne fricative alvéolaire sourde palatalisée [sʲ].